# Don't Let Me Be Lonely
Don't Let Me Be Lonely è un singolo del gruppo di musica country statunitense The Band Perry, pubblicato nel 2013.

## Il brano
Il brano è stato scritto da Sarah Buxton, Rodney Clawson e Chris Tompkins ed estratto dal secondo album in studio del gruppo, ossia Pioneer. 

## Tracce
- Download digitale

1. Don't Let Me Be Lonely – 3:25

## Formazione
- Kimberly Perry
- Neil Perry
- Reid Perry